# I Want to Be a Soldier
 (octobre 2022).
La mise en forme du texte ne suit pas les recommandations de Wikipédia : il faut le « wikifier ».
Les points d'amélioration suivants sont les cas les plus fréquents :
- Les titres sont pré-formatés par le logiciel. Ils ne sont ni en capitales, ni en gras.
- Le texte ne doit pas être écrit en capitales (les noms de famille non plus), ni en gras, ni en italique, ni en « petit »…
- Le gras n'est utilisé que pour surligner le titre de l'article dans l'introduction, une seule fois.
- L'italique est rarement utilisé : mots en langue étrangère, titres d'œuvres, noms de bateaux, etc.
- Les citations ne sont pas en italique mais en corps de texte normal. Elles sont entourées par des guillemets français : « et ».
- Les listes à puces sont à éviter, des paragraphes rédigés étant largement préférés. Les tableaux sont à réserver à la présentation de données structurées (résultats, etc.).
- Les appels de note de bas de page (petits chiffres en exposant, introduits par l'outil «  Source ») sont à placer entre la fin de phrase et le point final[comme ça].
- Les liens internes (vers d'autres articles de Wikipédia) sont à choisir avec parcimonie. Créez des liens vers des articles approfondissant le sujet. Les termes génériques sans rapport avec le sujet sont à éviter, ainsi que les répétitions de liens vers un même terme.
- Les liens externes sont à placer uniquement dans une section « Liens externes », à la fin de l'article. Ces liens sont à choisir avec parcimonie suivant les règles définies. Si un lien sert de source à l'article, son insertion dans le texte est à faire par les notes de bas de page.
- La présentation des références doit suivre les conventions bibliographiques. Il est recommandé d'utiliser les modèles {{Ouvrage}}, {{Chapitre}}, {{Article}}, {{Lien web}} et/ou {{Bibliographie}}. Le mode d'édition visuel peut mettre en forme automatiquement les références.
- Insérer une infobox (cadre d'informations à droite) n'est pas obligatoire pour parachever la mise en page.

Pour une aide détaillée, merci de consulter Aide:Wikification.
Si vous pensez que ces points ont été résolus, vous pouvez retirer ce bandeau et améliorer la mise en forme d'un autre article.
 (octobre 2022).
Pour plus de détails, voir Fiche technique et Distribution.
I Want to Be a Soldier est un film dramatique sorti en Espagne ainsi qu'au Festival du film de Rome en 2010. C'est le quatrième long métrage du réalisateur Christian Molina,,.

## Synopsis
Alex, un garçon de 10 ans, développe une obsession malsaine pour les images morbide véhiculé à travers la télévision, ce qui le rend asocial avec les autres. Incapable de se lier d'amitié avec ses pairs, il se crée un ami imaginaire qui lui sert de modèle, qu’il nomme le capitaine Harry. À la naissance de ses frères jumeaux, Alex se sent plus négligé que d’habitude. Il fait du chantage émotionnelle avec son père pour qu’il lui achète une télévision pour sa chambre et commence à passer des heures à regarder des programmes de plus en plus violents. Au fur et à mesure que son comportement antisocial s’approfondit, il prend également un nouvel ami imaginaire, le sergent John Cluster, qui lui apprendra à réaliser son nouveau rêve d’être un grand soldat.

## Fiche technique
- Titre original : De mayor quiero ser soldado
- Titre anglais : I want to be a soldier
- Réalisation : Christian Molina
- Scénario : Canals de Cuca
- Costumes : Sebastià Laporte et Nuria Peña
- Musique : Federico Jusid
- Producteur : Ferran Monje, Carlos Gari et Marivi de Villanueva
- Sociétés de production :
- Distribution : Canónigo Films, Stars Photos, Arbres Photos et Black Flag Cinema
- Format : Couleur
- Pays d'origine :  Espagne
- Langue : anglais
- Genre : Drame
- Durée : 88 minutes
- Dates de sortie : octobre 2010

## Distribution
- Fergus Riordan : Alex
- Ben Temple : capitaine Harry / sergent John Cluster
- Andrew Tarbet : le père
- Jo Kelly : la mère
- Valeria Marini : professeur
- Robert Englund : psychiatre
- Danny Glover : principal